# Надежда и слава
„Надежда и слава“ (на английски: Hope and Glory) е военна трагикомедия от 1987 г. на режисьора Джон Бурман, който е сценарист и продуцент на филма, и участват Сара Майлс, Дейвид Хейман, Дерик О'Конър, Сюзън Улдридж, Сами Дейвис, Иън Банън и Себастиан-Райс Едуардс. Премиерата на филма се състои в Ню Йорк Сити на 16 октомври 1987 г., а по-късно е пуснат по киносалоните на 13 ноември 1987 в Съединените щати и на 19 февруари 1988 г. във Великобритания и е разпространен от „Кълъмбия Пикчърс“.